# Jarry-Desloges (cratère martien)
Pour les articles homonymes, voir Jarry-Desloges.

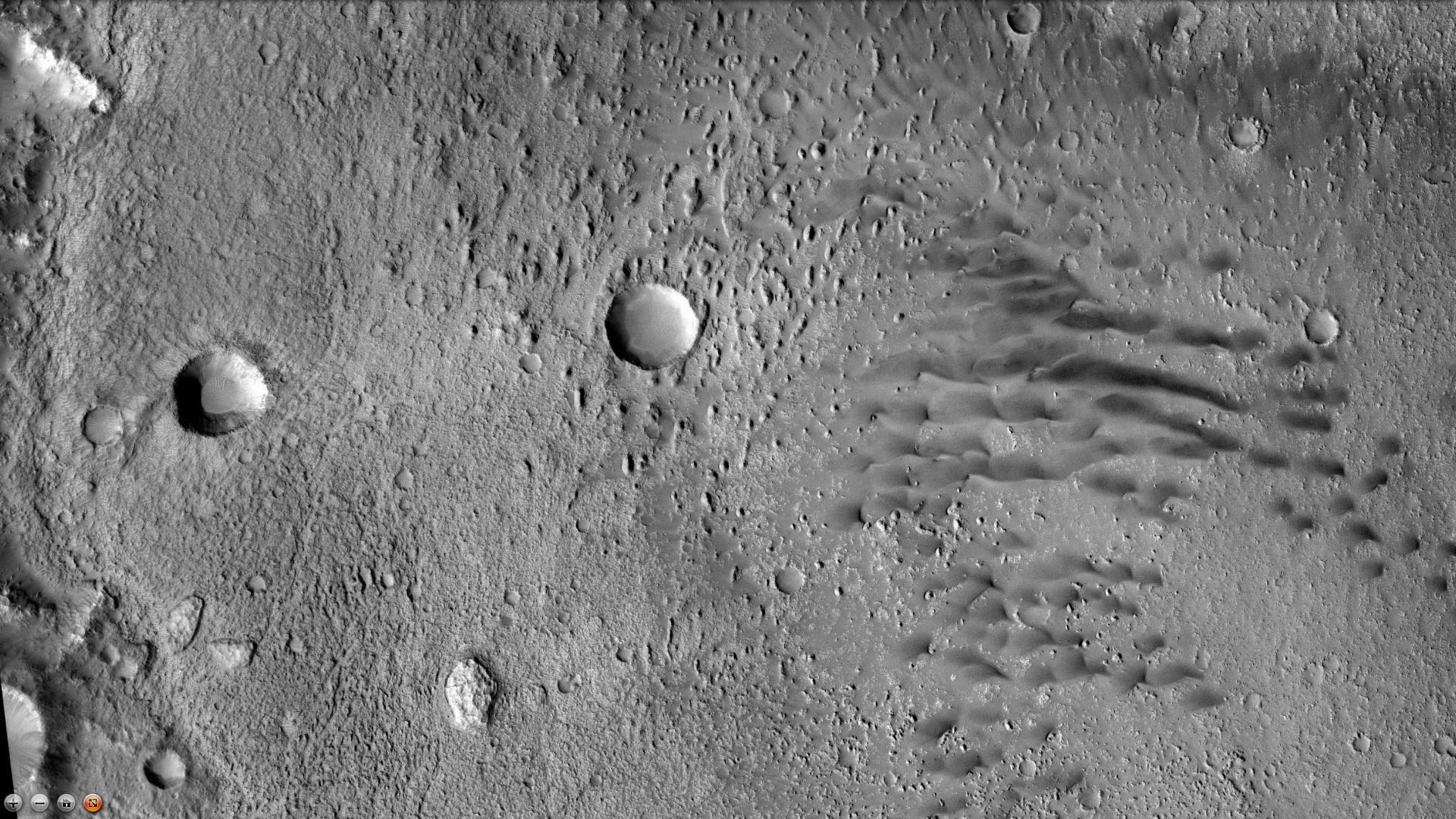
image du cratère Jarry-Desloges

Jarry-Desloges est un cratère d'impact de 92 km de diamètre situé sur Mars dans le quadrangle d'Iapygia par 9,4° S et 83,7° E, dans la région de Tyrrhena Terra. Il a nommé en l'honneur de l'astronome amateur français René Jarry-Desloges.